# U-1307
U-1307 – niemiecki okręt podwodny (U-Boot) typu VII C/41 z okresu II wojny światowej. Okręt wszedł do służby w 1944 roku.

## Historia
Wcielony do 4. Flotylli U-Bootów celem szkolenia załogi;  nie odbył żadnego patrolu bojowego.
Poddany 9 maja 1945 roku w Bergen (Norwegia), przebazowany 30 maja do Loch Ryan (Szkocja). Zatopiony 9 grudnia 1945 roku w ramach operacji Deadlight przez samoloty z lotniskowca eskortowego HMS „Nairana”.